# Кардиналы-выборщики на Конклаве 1939 года
| Страна | Количество выборщиков |
| --- | --------------------- |
| Италия | 35                    |
| Франция | 6                     |
| Германия, Испания, США                                                                                            | 3                     |
| Англия, Аргентина, Австрия, Бельгия, Бразилия, Венгрия, Ирландия, Канада, Польша, Португалия, Сирия, Чехословакия | 1                     |

Следующие кардиналы-выборщики участвовали в Папском Конклаве 1939. Приводятся по географическим регионам (не языковыми группами, обычно используемыми во Вселенской Церкви), и в алфавитном порядке (неофициальный порядок предшествования, который не уместен на процедуре Конклава). Все шестьдесят два кардинала присутствовали на Конклаве.
В Священной Коллегии кардиналов присутствовали следующие кардиналы-выборщики, назначенные:
- 2 — папой Пием X;
- 8 — папой Бенедиктом XV;
- 52 — папой Пием XI.

## Римская Курия
1. Томмазо Боджани, OP, Канцлер Апостольской Канцелярии;
2. Алессандро Верде, секретарь Священной Конгрегации обрядов;
3. Энрико Гаспарри, префект Верховного Трибунала Апостольской Сигнатуры;
4. Дженнаро Гранито Пиньятелли ди Бельмонте, декан Коллегии кардиналов;
5. Анджело Дольчи, архипресвитер Латеранской базилики;
6. Доменико Йорио, префект Священной Конгрегации Дисциплины Таинств;
7. Донато Сбарретти Тацца, секретарь Верховной Священной Конгрегации Священной Канцелярии;
8. Никола Канали, эксперт Верховной Священной Конгрегации Священной Канцелярии;
9. Федерико Каттани Амадори, секретарь Верховного Трибунала Апостольской Сигнатуры;
10. Камилло Качча Доминиони, префект Папского Дома;
11. Винченцо Ла Пума, префект Священной Конгрегации религиозных институтов;
12. Лоренцо Лаури, великий пенитенциарий;
13. Луиджи Мальоне, префект Священной Конгрегации Собора;
14. Доменико Мариани, провост Администрации Богатства Святого Престола;
15. Франческо Мармаджи, бывший апостольский нунций в Польше;
16. Массимо Массими, председатель кодификации канонического права;
17. Джованни Меркати, Библиотекарь Ватиканской Апостольской Библиотеки, Архивариус Ватиканских Секретных Архивов;
18. Эудженио Пачелли, государственный секретарь Святого Престола, камерленго (был избран и выбрал имя Пий XII);
19. Эрменеджильдо Пеллегринетти, бывший апостольский нунций в Югославии;
20. Джузеппе Пиццардо, секретарь Священной Конгрегации чрезвычайных церковных дел;
21. Раффаэле Росси, OCD, секретарь Священной Консисторской Конгрегации;
22. Карло Салотти, префект Священной Конгрегации Обрядов;
23. Энрико Сибилья, бывший апостольский нунций в Австрии;
24. Федерико Тедескини, Датарий Его Святейшества;
25. Эжен Тиссеран, секретарь Священной конгрегации по делам Восточных Церквей;
26. Пьетро Фумасони Бьонди, префект Священной Конгрегации Пропаганды Веры.

## Европа

### Италия
1. Алессио Аскалези, CPPS, архиепископ Неаполя;
2. Пьетро Боэтто, SJ, архиепископ Генуи;
3. Элиа Далла Коста, архиепископ Флоренции;
4. Карло Кремонези, бывший территориальный прелат Помпеи;
5. Луиджи Лавитрано, архиепископ Палермо;
6. Франческо Маркетти Сельваджани, генеральный викарий Рима;
7. Джованни Баттиста Назалли Рокка Ди Корнелиано, архиепископ Болоньи;
8. Адеодато Пьяцца, OCD, патриарх Венеции;
9. Маурилио Фоссати, OSsCGN, архиепископ Турина;
10. Альфредо Ильдефонсо Шустер, OSB, архиепископ Милана.

### Франция
1. Альфред-Анри-Мари Бодрийяр, IOSFN, ректор Institut Catholique de Paris;
2. Жан Вердье, PSS, архиепископ Парижа;
3. Пьер-Мари Жерлье, архиепископ Лиона;
4. Ашиль Льенар, епископ Лилля;
5. Эммануэль-Селестен Сюар, архиепископ Реймса.

### Германия
1. Адольф Бертрам, архиепископ Бреслау;
2. Михаэль фон Фаульхабер, архиепископ Мюнхена и Фрайзинга;
3. Карл Шульте, архиепископ Кёльна.

### Испания
1. Франсиско де Асис Видаль-и-Барракер, архиепископ Таррагоны;
2. Исидро Гома-и-Томас, архиепископ Толедо;
3. Педро Сегура-и-Саэнс, архиепископ Севильи.

### Австрия
1. Теодор Иннитцер, архиепископ Вены.

### Бельгия
1. Йозеф ван Руй, архиепископ Мехелена.

### Великобритания
1. Артур Хинсли, архиепископ Вестминстера;

### Венгрия
1. Дьёрдь Шереди, OSB, архиепископ Эстергома.

### Ирландия
1. Джозеф Макрори, архиепископ Армы.

### Польша
1. Август Хлонд, SDB, архиепископ Варшавы и Гнезно.

### Португалия
1. Мануэл Гонсалвиш Сережейра, патриарх Лиссабона.

### Чехословакия
1. Карел Кашпар, архиепископ Праги.

## Северная Америка

### США
1. Деннис Доэрти, архиепископ Филадельфии;
2. Джордж Манделан, архиепископ Чикаго;
3. Уильям О’Коннелл, архиепископ Бостона.

### Канада
1. Жан-Мари-Родриг Вильнёв, OMI, архиепископ Квебека.

## Южная Америка

### Аргентина
1. Сантьяго Копельо, архиепископ Буэнос-Айреса.

### Бразилия
1. Себастьян Леме да Сильвейра Синтра, архиепископ Сан-Себастьян-до-Рио-де-Жанейро.

## Азия

### Сирия
1. Игнатий Габриэль I Таппоуни, патриарх Антиохийский Сирийцев (кардинал Таппоуни родился в Мосуле, расположенный в современном Ираке).